# San Nicolas (Norra Ilocos)
San Nicolas (Bayan ng San Nicolas) är en kommun i Filippinerna. Kommunen ligger på ön Luzon, och tillhör provinsen Norra Ilocos. Folkmängden uppgår till 31 688 invånare.

## Barangayer
San Nicolas är indelat i 24 barangayer.
| - San Francisco (Pob.) - San Ildefonso (Pob.) - San Agustin - San Baltazar (Pob.) - San Bartolome (Pob.) - San Cayetano (Pob.) - San Eugenio (Pob.) - San Fernando (Pob.) - San Gregorio (Pob.) - San Guillermo (Catuging) - San Jose (Pob.) - San Juan Bautista (Pob.) | - San Lorenzo - San Lucas (Pob.) - San Marcos (Payas) - San Miguel (Pob.) - San Pablo - San Paulo (Pob.) - San Pedro (Bingao) - San Rufino (Pob.) - San Silvestre (Pob.) - Santa Asuncion (Samac) - Santa Cecilia (Barabar) - Santa Monica (Nagrebcan) |